# Guinan (Star Trek)
Guinan – postać fikcyjna ze świata Star Trek. Pełniła funkcje barmanki na pokładzie Enterprise-D. Odtwórczynią roli była Whoopi Goldberg, a jej postać pojawiała się epizodycznie od drugiego do szóstego sezonu. 
Guinan należała do długowiecznej rasy Al-Aurian, jej planeta została zniszczona przez Borg. Pełniła funkcję barmanki i korzystając z ogromnego doświadczenia życiowego często doradzała członkom załogi w trudnych sytuacjach. Bliskie, lecz nie do końca jasne relacje łączyły ją z kapitanem Picardem, który często korzystał z jej rad i doświadczenia.